# Harald Ingemann Nielsen
Harald Ingemann Nielsen (Frederikshavn, 26 d'octubre de 1941 - 11 d'agost de 2015) fou un futbolista danès.

## Trajectòria esportiva

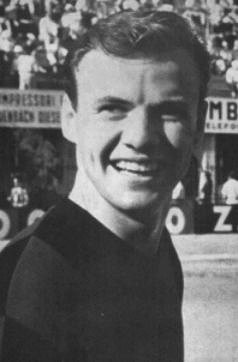
Harald Nielsen

Harald Nielsen debutà al club de la seva ciutat natal, el Frederikshavn fI, el 1959 a la segona divisió danesa. En aquesta temporada fou màxim golejador i assolí l'ascens a primera divisió. La següent temporada a la màxima categoria tornà a ser màxim golejador i el club acabà en la cinquena posició. El 1961, marxà a Itàlia, on esdevingué professional al Bologna FC.
A Bolonya fou campió de lliga el 1963-64 i capocannoniere el 1963 i 1964. Passà a integrar la plantilla de l'Internazionale FC el 1967, en un traspàs que fou el més car de la història del moment. Més tard jugà a la SSC Napoli i la UC Sampdoria. Acabà la seva carrera el 1970.
Harald Nielsen disputà el seu primer partit amb la selecció de Dinamarca el 13 de setembre de 1959 davant Noruega a Oslo, essent el jugador més jove en debutar amb la selecció amb només 17 anys. Marcà un gol en la victòria per 4-2. L'estiu de 1960 representà la seva selecció als Jocs Olímpics de 1960 a Roma. Dinamarca acabà segona i Nielsen fou el màxim golejador del torneig. Quan esdevingué professional, li fou prohibit jugar amb la selecció, ja que l'Associació Danesa no permeté el professionalisme a la selecció fins al 1971. Per aquest motiu, i amb només 19 anys no tornà a jugar amb la selecció. En total disputà 14 partits amb la selecció i marcà 15 gols entre 1959 i 1960.

## Estadístiques
| Temporada | Equip             | Lliga   | Partits | Gols |
| --------- | ----------------- | ------- | ------- | ---- |
| 1961/1962 | Bologna FC        | Serie A | 16      | 8    |
| 1962/1963 | Bologna FC        | Serie A | 29      | 19   |
| 1963/1964 | Bologna FC        | Serie A | 31      | 21   |
| 1964/1965 | Bologna FC        | Serie A | 31      | 13   |
| 1965/1966 | Bologna FC        | Serie A | 29      | 12   |
| 1966/1967 | Bologna FC        | Serie A | 21      | 8    |
| 1967/1968 | Internazionale FC | Serie A | 8       | 2    |
| 1968/1969 | SSC Napoli        | Serie A | 10      | 2    |
| 1969/1970 | UC Sampdoria      | Serie A | 4       | 0    |

## Palmarès
Club
- Lliga italiana de futbol: 1963-64

Selecció
- Medalla d'argent als Jocs Olímpics: 1960

Individual
- Futbolista danès de l'any: 1961
- Màxim golejador de la lliga italiana de futbol: 1962-63, 1963-64